# Biofizică celulară
Biofizica celulară este subdomeniul biofizicii care studiază procesele fizice și mecanismele fundamentale care au loc în cadrul celulelor vii. Aceasta se concentrează pe modul în care fenomenele fizice, cum ar fi mișcarea moleculelor, transferul de energie, semnalizarea celulară⁠(d) și interacțiunile mecanice ale componentelor celulare, contribuie la funcționarea și menținerea celulei ca unitate vie. Biofizica celulară este esențială pentru înțelegerea proceselor fundamentale ale vieții și pentru dezvoltarea de aplicații în domeniul biomedicinii și biotehnologiei.

## Domenii de studiu

### Structura și dinamica membranelor celulare
Membranele celulare sunt esențiale pentru separarea mediului intern al celulei de mediul extern și pentru reglementarea schimburilor de substanțe. Biofizica celulară studiază structura și proprietățile fizice ale acestora, inclusiv mecanismele de transport transmembranar (de exemplu, prin canale sau transportori), difuzia și permeabilitatea membranei, precum și fenomenele de fluiditate ale membranei și interacțiunile lipide-proteine.

### Transportul molecular
Transportul substanțelor prin membranele celulare este esențial pentru menținerea homeostaziei celulare. Biofizica celulară analizează procesele de transport activ și pasiv ale moleculelor, inclusiv procesele de difuziune, osmoză, și transport activ prin pompe ionice (cum ar fi pompa Na+/K+). Aceste procese sunt esențiale pentru menținerea concentrațiilor ionice specifice și pentru funcționarea normală a celulelor.

### Mecanica celulară
Studiul mecanicii celulare se concentrează pe forțele mecanice și pe comportamentul fizic al celulelor și al componentelor lor. Biofizica celulară examinează modul în care celulele percep și răspund la forțele externe (cum ar fi tensiunea și compresia), cum se mișcă (de exemplu, prin contracția fibrelor de actină) și cum se formează structuri cum ar fi citoscheletul. Aceste procese sunt cruciale pentru migrarea celulară, diviziunea celulară și comunicarea între celule.

### Semnalizarea celulară
Semnalizarea celulară⁠(d) implică procesele prin care celulele percep și răspund la semnale chimice și fizice din mediul lor. Biofizica celulară studiază cum semnalele sunt transmise prin intermediul receptorilor de membrană și al moleculelor secundare (precum AMP⁠(d) cíclic sau calciu), precum și cum aceste semnale influențează comportamentul celular, inclusiv proliferarea, diferențierea și apoptoza.

### Interacțiuni biomoleculare
Interacțiunile între proteine, acizi nucleici, lipide și alte componente ale celulei sunt studiate din perspectiva forțelor fizice care guvernează aceste interacțiuni, cum ar fi legăturile de hidrogen, interacțiunile electrostatice și forțele van der Waals. Aceste interacțiuni sunt esențiale pentru funcționarea normală a proceselor biologice, inclusiv replicarea ADN-ului, transcripția și traducerea genetică.

### Energia celulară
Biofizica celulară studiază procesele prin care celulele obțin și utilizează energia. Un exemplu notabil este analiza proceselor biochimice care au loc în mitocondrii, cum ar fi fosforilarea oxidativă și sinteza ATP. De asemenea, biofizica celulară investighează modul în care celulele produc și consumă energie prin procesele de metabolism și cum această energie este distribuită și utilizată pentru procesele celulare.